# Chonocephalus comptoni
Chonocephalus comptoni är en tvåvingeart som beskrevs av Ronald Henry Lambert Disney 2008. Chonocephalus comptoni ingår i släktet Chonocephalus och familjen puckelflugor.
Artens utbredningsområde är Costa Rica. Inga underarter finns listade i Catalogue of Life.